# Адміністративний устрій Нижньосірогозького району
Адміністративний устрій Нижньосірогозького району — адміністративно-територіальний поділ Нижньосірогозького району Херсонської області на 1 селищну та 13 сільських рад, які об'єднують 25 населених пунктів та підпорядковані Нижньосірогозькій районній раді. Адміністративний центр — смт Нижні Сірогози.

## Список радНижньосірогозького району
| №  | Назва                             | Центр                | Населені пункти                                        | Площа км² | Місце за площею | Населення (2001), чол. | Місце за населенням | Розташування |
| -- | --------------------------------- | -------------------- | ------------------------------------------------------ | --------- | --------------- | ---------------------- | ------------------- | ------------ |
| 1  | Нижньосірогозька селищна рада     | смт Нижні Сірогози   | смт Нижні Сірогози                                     |           |                 |                        |                     |              |
| 2  | Анатолівська сільська рада        | с. Анатолівка        | с. Анатолівка с. Догмарівка                            |           |                 |                        |                     |              |
| 3  | Братська сільська рада            | с. Братське          | с. Братське с. Заповітне                               |           |                 |                        |                     |              |
| 4  | Вербівська сільська рада          | c. Верби             | c. Верби с. Зернове с. Донцове с. Партизани с. Чеховка |           |                 |                        |                     |              |
| 5  | Верхньосірогозька сільська рада   | c. Верхні Сірогози   | c. Верхні Сірогози                                     |           |                 |                        |                     |              |
| 6  | Верхньоторгаївська сільська рада  | c. Верхні Торгаї     | c. Верхні Торгаї                                       |           |                 |                        |                     |              |
| 7  | Вільненська сільська рада         | c. Вільне            | c. Вільне с. Змагання с. Новорогачинське               |           |                 |                        |                     |              |
| 8  | Дем'янівська сільська рада        | c. Дем'янівка        | c. Дем'янівка                                          |           |                 |                        |                     |              |
| 9  | Нижньоторгаївська сільська рада   | c. Нижні Торгаї      | c. Нижні Торгаї                                        |           |                 |                        |                     |              |
| 10 | Новоолександрівська сільська рада | c. Новоолександрівка | c. Новоолександрівка                                   |           |                 |                        |                     |              |
| 11 | Новопетрівська сільська рада      | c. Новопетрівка      | c. Новопетрівка с. Косаківка                           |           |                 |                        |                     |              |
| 12 | Першопокровська сільська рада     | c. Першопокровка     | c. Першопокровка с. Богданівка                         |           |                 |                        |                     |              |
| 13 | Сірогозька сільська рада          | c-ще Сірогози        | c-ще Сірогози                                          |           |                 |                        |                     |              |
| 14 | Степненська сільська рада         | c. Степне            | c. Степне с-ще Дальнє                                  |           |                 |                        |                     |              |

* Примітки: м. — місто, с-ще — селище, смт — селище міського типу, с. — село